# Catocala similis
Catocala similis är en fjärilsart som beskrevs av W.H. Edwards 1864. Catocala similis ingår i släktet Catocala och familjen nattflyn. Inga underarter finns listade i Catalogue of Life.

## Bildgalleri

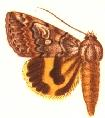